# Aloina ambigua
Aloina ambigua (deutsch Zweifelhaftes Aloemoos) ist eine Laubmoos-Art in der Familie Pottiaceae.

## Beschreibung
Die Pflanzen sind bis etwa 0,5 Zentimeter hoch und wachsen meist in lockeren, dunkelgrünen bis rotbraunen Rasen. Die rosettig angeordneten Blätter sind lanzettlich bis zungenförmig, bis um 3 Millimeter lang, die Spitze meist stumpflich und hakig eingekrümmt. Die scheidige Blattbasis umfasst das Stämmchen, die oberen Blattränder sind breit eingebogen. Die breite Blattrippe reicht bis zur Blattspitze und ist auf der Oberseite (ventral) dicht mit kurzen, verzweigten, grünen Zellfäden besetzt. Die Randzellen am Blattgrund sind quadratisch bis rechteckig, von den übrigen Blattgrundzellen wenig verschieden und bilden keinen deutlichen Saum.
Die Geschlechterverteilung ist diözisch. Sporenkapseln sind regelmäßig und reichlich vorhanden. Die Seta ist bis 1,5 Zentimeter lang, die aufrechte Kapsel ist zylindrisch und gerade oder wenig gekrümmt. Die Basilarmembran des Peristoms ist gut entwickelt, etwa fünf Zellreihen hoch und überragt die Kapselmündung deutlich. Die Sporen sind 12 bis 24 Mikrometer groß. Sporenreifezeit ist vom Herbst über den Winter bis zum Frühjahr.

## Standortansprüche
Aloina ambigua wächst auf kalkreicher, trockener, kiesiger oder lehmiger Erde oder auf Löss. Die Wuchsorte sind an lichtreichen, trocken-warmen Stellen in Trockenrasen, Weinbergen, in Kies- und Tongruben, Lehmgruben, Steinbrüchen, an Böschungen und Wegrändern, in Hohlwegen oder auf erdbedeckten Mauern.

## Verbreitung
Weltweit gibt es Vorkommen in Europa, in Südwest- und Ostasien, auf den Kanarischen Inseln und den Azoren, in Nord- und Mittelamerika, in Nordafrika und in Australien. In Europa kommt die Art hauptsächlich im westlichen und südlichen Teil vor; die Nordgrenze liegt bei den Britischen Inseln und in Südskandinavien.
In Deutschland besitzt die Art ihre Hauptverbreitungsgebiete im Oberrheingebiet und im Kraichgau, in Rheinhessen und in den Trockengebieten zwischen Magdeburg und Naumburg, wo sie ziemlich häufig ist. In anderen Gebieten ist sie zerstreut bis selten. In Österreich ist sie im pannonischen Raum etwas weiter verbreitet, sonst sehr selten.